# Gastraphetes

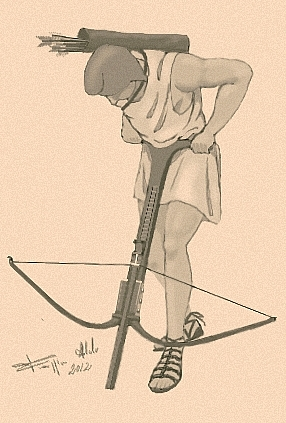
Gastraphetes

De gastraphetes (γαστραφέτης, "buikwerper") is een vroeg soort kruisboog die vanaf circa 400 v.Chr. werd gebruikt door de Griekse en Macedonische legers in het oude Griekenland. Het had een mechanische terugtrekspanner, waarbij de pees werd teruggetrokken en achter een haak bleef liggen. De gastraphetes wordt beschouwd als de voorloper van de oxybeles, een vroege katapult die wordt beschouwd als een van de eerste artilleriewapens hoewel dergelijk spangeschut mogelijk reeds in Mesopotamië of Fenicië gebruikt werd.

## Geschiedenis
De gastraphetes bestond in 421 v.Chr. al. In de 1e eeuw beschreef Heron van Alexandrië de gastraphetes in zijn Belopoeica (oorlogsmachines), gebaseerd op de werken van de in de 3e eeuw v.Chr. levende Ktesibios van Alexandrië. Volgens Diodoros van Sicilië kocht tiran Dionysios I van Syracuse rond 400 v.Chr. over in het Middellandse Zeegebied wapenexperts weg, die voor hem de eerste "katapults" ontwikkelden. Hiermee bedoelde Diodoros een soort op houten voeten gemonteerde gastraphetes. Volgens Diodorus richtten deze bogen tijdens het beleg van Motya in 398 v.Chr. onder de troepen van de Carthaagse generaal Himilco een grote slachting aan.

## Werking
In tegenstelling tot de latere middeleeuwse kruisbogen werd de composietboog van de gastraphetes niet gespannen door de boogpees naar achteren te trekken, maar door voorover op het wapen te gaan hangen en met de buik een schuifsysteem in werking te stellen dat de pees naar achteren duwde. Met metaal versterkte pallen voorkwamen dat de schuif terug kon springen. De gastraphetes had een bereik van 250 meter, zeker 50 meter verder dan de gewone handboog uit die tijd.